# Cap Piai

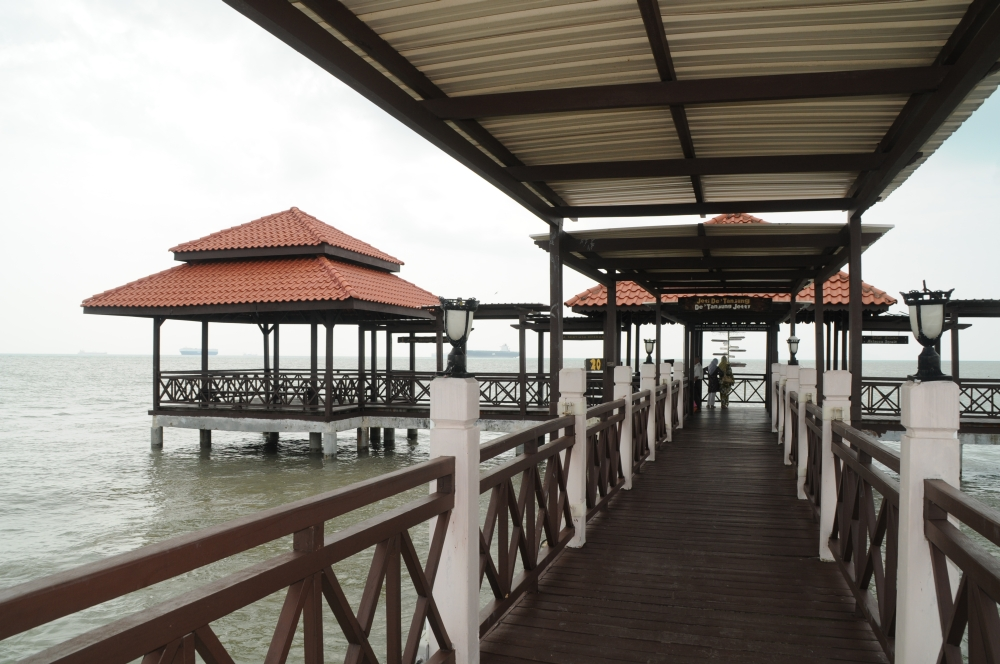
Jetée du cap Piai

Le cap Piai est un cap du district de Pontian dans l'État de Johor en Malaisie
C'est le point le plus au sud de la péninsule Malaise, et aussi le point le plus au sud du continent eurasiatique.
La mangrove côtière y est protégée par un parc national.